# Storthyngura parka
Storthyngura parka är en kräftdjursart som beskrevs av Malyutina och Johann-Wolfgang Wägele 200. Storthyngura parka ingår i släktet Storthyngura och familjen Munnopsidae. Inga underarter finns listade i Catalogue of Life.